# Hill of Stake
Hill of Stake är ett berg i Storbritannien.   Det ligger i kommunen North Ayrshire och riksdelen Skottland, i den nordvästra delen av landet, 600 km nordväst om huvudstaden London. Toppen på Hill of Stake är 522 meter över havet.
Terrängen runt Hill of Stake är huvudsakligen kuperad, men den allra närmaste omgivningen är platt. Hill of Stake är den högsta punkten i trakten. Runt Hill of Stake är det ganska tätbefolkat, med 134 invånare per kvadratkilometer. Närmaste större samhälle är Greenock, 14,6 km norr om Hill of Stake. Trakten runt Hill of Stake består i huvudsak av gräsmarker.